# Maalaea
Maalaea (Māʻalaea) – jednostka osadnicza w Stanach Zjednoczonych, w hrabstwie Maui.